# الخسائیه

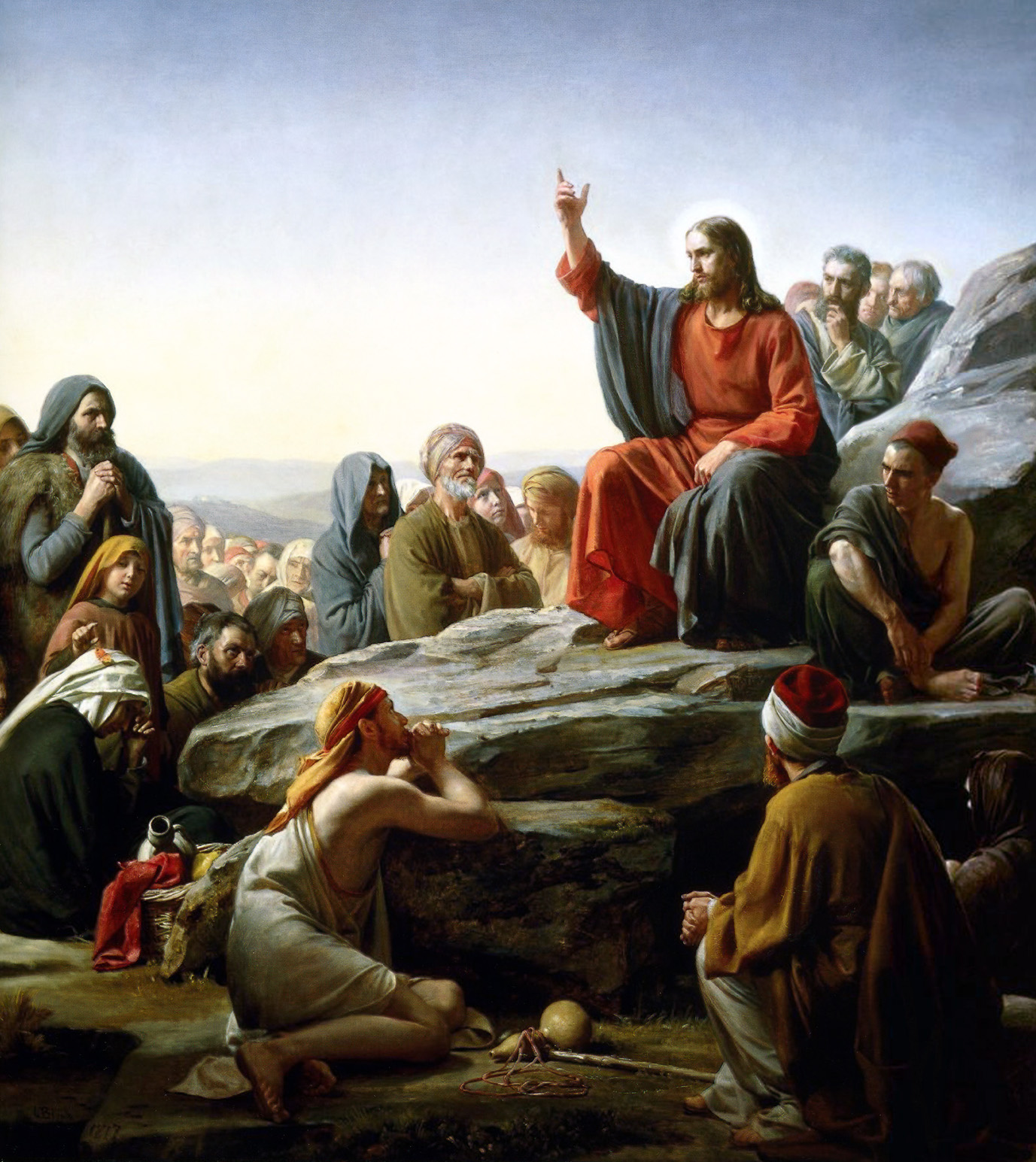
الخسائیه

الخسائیه (به لاتین: Alchasai یا Elchasaites) یا «الخزایی» نام داشت که بر حسب نام پیشوای آن یعنی «الخزای» نامگذاری شده بود. فرقه‌ای از مسیحیان نخستین بودند. اندیشهٔ الخسایی در سده‌های یکم و دوم میلادی برپا بود. مرکز فعالیت این گروه جنوب میانرودان بود که در آن زمان بخشی از ایران اشکانی بود. پیروان الخسایی یهودیان مسیحی‌شده بودند که به گرد هم جامعه‌ای را پدید آورده‌بودند. اخسائیه را امتداد جنبش ابیونی می‌دانند.
مانی پیامبر چندی را در میان الخسائیه زیسته و از آموزه‌های آنها برداشت‌هایی کرده‌بود.گفته می‌شود که مانی در یک محیط یهودی-مسیحی که به مغتسله تعلق داشت [فرقه‌ی خزائی] پرورش یافته بود.

## تاریخچه
کاتاریسم یک جنبش اصیل مانوی بود و به همین دلیل خود را «پاک‌ها» می‌نامیدند، نامی که از ادبیات مانوی برگرفتند. مفهوم «پاک» و پوشیدن «جامه‌ی سفید» از عناصرِ دینی‌ای بود که مانی از فرقه‌ی گنوسی مغتسله‌ی خزایی که در آن پرورش یافته بود وام گرفته بود.
الخسائیه نام خویش را وامدار بنیادگذار این اندیشه الخسائی است. الخسایی صورت دگرگون‌شدهٔ واژهٔ سریانی الاها کَیسا به معنای خدای نهان می‌باشد. 
از آگاهی‌های اندکی که از اندیشه‌های آنان برجای مانده است برمی‌آید که زناشویی برای پیروان الخسایی واجب شمرده می‌شده‌است. همچنین گونه‌ای تقیه برای آنان حلال بوده‌است، بدین معنا که برای رهایی از آزار و شکنجه می‌توانسته‌اند به پرستش بتها روی آورند. فرد الخسائی می‌باید رو به سوی اورشلیم نیایش می‌کرد. قربانی کردن جانوران نزد ایشان نکوهیده بود. همچنین پیامبران و حواریون را نمی‌پذیرفتند. الخسائیه به هفت گواه برای زدوده شدن گناهان باور داشتند و بدان‌ها سوگند می‌خوردند؛ آسمان، آب، روان‌های مقدس، فرشتگان دعاگو، روغن، نمک و زمین. 
اندیشهٔ الخسائی در آغاز سدهٔ سوم میلادی به رم رسید، ولی مجالی برای زندگی نیافت و در دیگر اندیشه‌های تعمیدی حل شد.